# Perfalleck
Das Perfalleck ist ein kleiner, 822 m ü. A. hoher Sattel in der Osterhorngruppe im Flachgau des Landes Salzburg. Er verbindet das Gebiet des Fuschlsees mit der Faistenau.
Der Pass liegt zwischen dem Filbling (1307 m ü. A.) im Westen und dem Sonnbergkamm (1034 m ü. A.) im Osten. Nördlich liegt die Perfall, ein südliches Nebentälchen des Fuschlsees am Bambichl. Südlich liegt die  Tiefbrunnau der Gemeinde Faistenau. Das Perfalleck liegt auf der Inn/Traun–Wasserscheide, es wird nördlich durch den Bambichlbach zum Fuschlsee entwässert (Fuschler Ache – Mondsee – Seeache – Attersee – Ager – Traun – Donau), südlich durch den Brunnbach (Weißenbach) in Richtung Hintersee (Alm – Salzach – Inn – Donau).
Über den Sattel führt eine etwa 2 Kilometer lange Straße von der Wolfgangsee Straße (B158) bei Brunn am Südostufer des Fuschlsees (bei der Red-Bull-Zentrale) über Perfall nach Tiefbrunnau. Sie ist nur von örtlicher Bedeutung, insbesondere als Zufahrt von St. Gilgen auf die Sausteigalm am Zwölferhorn. Sie überwindet die höhere Nordseite in zwei Kehren, die Südseite endet nach etwa 500 Metern im Tiefbrunnauer Talgrund.